# PEC Zwolle in het seizoen 1980/81
Het seizoen 1980/1981 was het 70e jaar in het bestaan van de Zwolse voetbalclub PEC Zwolle. De club kwam uit in de Eredivisie. Ook werd deelgenomen aan het toernooi om de KNVB beker.

## Wedstrijdstatistieken

### Eredivisie 1980/81
| 1e speelronde | FC Wageningen                                                                 | 0 - 0         | PEC Zwolle                                                                        | Opstelling PEC Zwolle:                                                                                             |
| 24 augustus 1980 Plaats: Wageningen Wageningse Berg Toeschouwers: 7.000 Scheidsrechter: Piet Bosman                 |                                                                               |               |                                                                                   | |
| 2e speelronde | PEC Zwolle                                                                    | 0 - 0         | NAC                                                                               | Opstelling PEC Zwolle:                                                                                             |
| 27 augustus 1980 Plaats: Zwolle Oosterenkstadion Toeschouwers: 4.500 Scheidsrechter: Bouke Draaisma                 |                                                                               |               |                                                                                   | |
| 3e speelronde | PEC Zwolle                                                                    | 0 - 0         | PSV                                                                               | Opstelling PEC Zwolle:                                                                                             |
| 30 augustus 1980 Plaats: Zwolle Oosterenkstadion Toeschouwers: 9.000 Scheidsrechter: Charles Corver                 |                                                                               |               |                                                                                   | |
| 4e speelronde | Excelsior                                                                     | 3 - 3 (0 - 1) | PEC Zwolle                                                                        | Opstelling PEC Zwolle:                                                                                             |
| 3 september 1980 Plaats: Rotterdam Stadion Woudestein Toeschouwers: 2.000 Scheidsrechter: Jan Severein              | Joop van Daele 63' Dick Ernst 70' Rini Plasmans 85'                           |               | 30' Peter van der Hengst 90' (e.d.) Rob Ouwehand 90' Peter van der Hengst         | |
| 5e speelronde | PEC Zwolle                                                                    | 0 - 0         | FC Groningen                                                                      | Opstelling PEC Zwolle:                                                                                             |
| 13 september 1980 Plaats: Zwolle Oosterenkstadion Toeschouwers: 9.000 Scheidsrechter: George Oetelmans              |                                                                               |               |                                                                                   | |
| 6e speelronde | FC Den Haag                                                                   | 2 - 3 (1 - 1) | PEC Zwolle                                                                        | Opstelling PEC Zwolle:                                                                                             |
| 20 september 1980 Plaats: Den Haag Zuiderparkstadion Toeschouwers: 5.500 Scheidsrechter: Jan Manuel                 | Henk van Leeuwen 34' Guido Pen (pen) 78'                                      |               | 45' Klaas Drost 58' Peter van der Hengst 87' John Frandsen                        | |
| 7e speelronde | PEC Zwolle                                                                    | 0 - 3 (0 - 2) | AZ '67                                                                            | Opstelling PEC Zwolle:                                                                                             |
| 27 september 1980 Plaats: Zwolle Oosterenkstadion Toeschouwers: 12.000 Scheidsrechter: Henk van Ettekoven           |                                                                               |               | 11' Kurt Welzl 32' Kurt Welzl 71' Kees (Pier) Tol                                 | |
| 8e speelronde | Sparta                                                                        | 4 - 1 (1 - 1) | PEC Zwolle                                                                        | Opstelling PEC Zwolle:                                                                                             |
| 5 oktober 1980 Plaats: Rotterdam Spartastadion Het Kasteel Toeschouwers: 3.000 Scheidsrechter: Jan Keizer           | Bert Jansen 20' René van der Gijp 70' Ruud Geels 85' René van der Gijp 89'    |               | 35' Ron Jans                                                                      | |
| 9e speelronde | N.E.C.                                                                        | 2 - 0 (1 - 0) | PEC Zwolle                                                                        | Opstelling PEC Zwolle:                                                                                             |
| 18 oktober 1980 Plaats: Nijmegen Goffertstadion Toeschouwers: 3.500 Scheidsrechter: Egbert Mulder                   | Jaap Jacobs 10' Peter Hendriks 72'                                            |               |                                                                                   | |
| 10e speelronde | PEC Zwolle                                                                    | 2 - 0 (1 - 0) | Ajax                                                                              | Opstelling PEC Zwolle:                                                                                             |
| 25 oktober 1980 Plaats: Zwolle Oosterenkstadion Toeschouwers: 13.000 Scheidsrechter: Henk Weerink                   | Ron Jans 73' Tjeerd van 't Land 89'                                           |               |                                                                                   | |
| 11e speelronde | MVV                                                                           | 2 - 1 (0 - 1) | PEC Zwolle                                                                        | Opstelling PEC Zwolle:                                                                                             |
| 1 november 1980 Plaats: Maastricht De Geusselt Toeschouwers: 8.000 Scheidsrechter: Charles Corver                   | Arie van Staveren 49' Cees Schapendonk 78'                                    |               | 13' Koko Hoekstra                                                                 | |
| 12e speelronde | Feyenoord                                                                     | 3 - 1 (2 - 0) | PEC Zwolle                                                                        | Opstelling PEC Zwolle:                                                                                             |
| 23 november 1980 Plaats: Rotterdam Stadion Feijenoord Toeschouwers: 18.835 Scheidsrechter: Charles Corver           | Ivan Nielsen 6' Richard Budding 34' Richard Budding 46'                       |               | 52' Chris Riemens                                                                 | |
| 13e speelronde | PEC Zwolle                                                                    | 0 - 0         | FC Twente                                                                         | Opstelling PEC Zwolle:                                                                                             |
| 25 november 1980 Plaats: Zwolle Oosterenkstadion Toeschouwers: 7.000 Scheidsrechter: Bep Thomas                     |                                                                               |               |                                                                                   | |
| 14e speelronde | PEC Zwolle                                                                    | 3 - 0 (1 - 0) | Willem II                                                                         | Opstelling PEC Zwolle:                                                                                             |
| 29 november 1980 Plaats: Zwolle Oosterenkstadion Toeschouwers: 4.000 Scheidsrechter: Jan Keizer                     | Peter van der Hengst 7' Koko Hoekstra 71' Klaas Drost 79'                     |               |                                                                                   | |
| 15e speelronde | PEC Zwolle                                                                    | 2 - 0 (1 - 0) | Go Ahead Eagles                                                                   | Opstelling PEC Zwolle:                                                                                             |
| 13 december 1980 Plaats: Zwolle Oosterenkstadion Toeschouwers: 5.500 Scheidsrechter: Piet Bosman                    | Peter van der Hengst 6' John Frandsen 90'                                     | IJsselderby   |                                                                                   | |
| 16e speelronde | FC Utrecht                                                                    | 1 - 0 (1 - 0) | PEC Zwolle                                                                        | Opstelling PEC Zwolle:                                                                                             |
| 17 december 1980 Plaats: Utrecht Stadion Galgenwaard Toeschouwers: 3.000 Scheidsrechter: Cees Bakker                | Leo van Veen 30'                                                              |               |                                                                                   | |
| 17e speelronde | Roda JC                                                                       | 4 - 0 (1 - 0) | PEC Zwolle                                                                        | Opstelling PEC Zwolle:                                                                                             |
| 21 december 1980 Plaats: Kerkrade Gemeentelijk Sportpark Kaalheide Toeschouwers: 5.000 Scheidsrechter: Jan Severein | Dick Nanninga 35' René Hofman 62' René Hofman 82' John Eriksen 88'            |               |                                                                                   | Riemens, Van der Hengst                                                                                            |
| 18e speelronde | PEC Zwolle                                                                    | 1 - 0 (1 - 0) | FC Wageningen                                                                     | Opstelling PEC Zwolle:                                                                                             |
| 31 januari 1981 Plaats: Zwolle Oosterenkstadion Toeschouwers: 3.500 Scheidsrechter: Bep Thomas                      | Peter van der Hengst 16'                                                      |               |                                                                                   | |
| 19e speelronde | NAC                                                                           | 0 - 0         | PEC Zwolle                                                                        | Opstelling PEC Zwolle:                                                                                             |
| 7 februari 1981 Plaats: Breda NAC-stadion (Beatrixstraat) Toeschouwers: 4.700 Scheidsrechter: Henk van Ettekoven    |                                                                               |               |                                                                                   | |
| 20e speelronde | PSV                                                                           | 0 - 1 (0 - 1) | PEC Zwolle                                                                        | Opstelling PEC Zwolle:                                                                                             |
| 14 februari 1981 Plaats: Eindhoven Philips Stadion Toeschouwers: 16.000 Scheidsrechter: Egbert Mulder               |                                                                               |               | 32' Ron Jans                                                                      | |
| 21e speelronde | PEC Zwolle                                                                    | 1 - 1 (0 - 1) | Excelsior                                                                         | Opstelling PEC Zwolle:                                                                                             |
| 28 februari 1981 Plaats: Zwolle Oosterenkstadion Toeschouwers: 1.200 Scheidsrechter: Henk Weerink                   | Ype Hamming 60'                                                               |               | 22' Gijs Zwaan                                                                    | |
| 22e speelronde | FC Groningen                                                                  | 4 - 2 (2 - 0) | PEC Zwolle                                                                        | Opstelling PEC Zwolle:                                                                                             |
| 8 maart 1981 Plaats: Groningen Stadion Oosterpark Toeschouwers: 7.500 Scheidsrechter: Bart Ram                      | Ronald Koeman 18' Ronald Koeman (pen) 41' Peter Houtman 52' Peter Houtman 57' |               | 78' Peter van der Hengst 83' Jan Hendriksen                                       | Raven, Israël, Drost, Van Moorst, Hamming, Booy, Hendriksen, Hoekstra, Van 't Land (Riemens), Van der Hengst, Jans |
| 23e speelronde | PEC Zwolle                                                                    | 4 - 2 (2 - 1) | FC Den Haag                                                                       | Opstelling PEC Zwolle:                                                                                             |
| 14 maart 1981 Plaats: Zwolle Oosterenkstadion Toeschouwers: 3.500 Scheidsrechter: Gerard Geurds                     | Ron Jans 1' Peter van der Hengst 30' Ron Jans 53' Ron Jans (pen) 77'          |               | 22' Johnny Jansen 90' Marco de Vroedt                                             | |
| 24e speelronde | AZ '67                                                                        | 1 - 0 (1 - 0) | PEC Zwolle                                                                        | Opstelling PEC Zwolle:                                                                                             |
| 28 maart 1981 Plaats: Alkmaar Alkmaarderhout Toeschouwers: 8.000 Scheidsrechter: Piet Bosman                        | Jan Peters 5'                                                                 |               |                                                                                   | |
| 25e speelronde | PEC Zwolle                                                                    | 3 - 1 (2 - 0) | Sparta                                                                            | Opstelling PEC Zwolle:                                                                                             |
| 4 april 1981 Plaats: Zwolle Oosterenkstadion Toeschouwers: 4.000 Scheidsrechter: Bep Thomas                         | Tjeerd van 't Land 15' Peter van der Hengst 40' Gerard van Moorst 85'         |               | 48' René van der Gijp                                                             | |
| 26e speelronde | PEC Zwolle                                                                    | 0 - 1 (0 - 0) | N.E.C.                                                                            | Opstelling PEC Zwolle:                                                                                             |
| 11 april 1981 Plaats: Zwolle Oosterenkstadion Toeschouwers: 5.000 Scheidsrechter: Bouke Draaisma                    |                                                                               |               | 48' Albert Helsper                                                                | |
| 27e speelronde | Ajax                                                                          | 2 - 1 (0 - 1) | PEC Zwolle                                                                        | Opstelling PEC Zwolle:                                                                                             |
| 18 april 1981 Plaats: Amsterdam Stadion De Meer Toeschouwers: 7.900 Scheidsrechter: Gerard Geurds                   | Wim Kieft 51' Wim Kieft 87'                                                   |               | 8' Ron Jans                                                                       | |
| 28e speelronde | PEC Zwolle                                                                    | 0 - 1 (0 - 1) | MVV                                                                               | Opstelling PEC Zwolle:                                                                                             |
| 25 april 1981 Plaats: Zwolle Oosterenkstadion Toeschouwers: 5.000 Scheidsrechter: Cees Bakker                       |                                                                               |               | 31' (e.d.) Jan Hendriksen                                                         | |
| 29e speelronde | FC Twente                                                                     | 2 - 0 (2 - 0) | PEC Zwolle                                                                        | Opstelling PEC Zwolle:                                                                                             |
| 3 mei 1981 Plaats: Enschede Stadion Het Diekman Toeschouwers: 6.000 Scheidsrechter: Jan Keizer                      | Hallvar Thoresen 6' Manuel Sánchez Torres 42'                                 |               |                                                                                   | |
| 30e speelronde | PEC Zwolle                                                                    | 2 - 2 (2 - 1) | Feyenoord                                                                         | Opstelling PEC Zwolle:                                                                                             |
| 9 mei 1981 Plaats: Zwolle Oosterenkstadion Toeschouwers: 11.000 Scheidsrechter: Ignace van Swieten                  | Peter van der Hengst 38' Peter van der Hengst 39'                             |               | 13' Carlo de Leeuw 75' (pen) Pétur Pétursson                                      | |
| 31e speelronde | Willem II                                                                     | 2 - 5 (1 - 0) | PEC Zwolle                                                                        | Opstelling PEC Zwolle:                                                                                             |
| 16 mei 1981 Plaats: Tilburg Gemeentelijk Sportpark Tilburg Toeschouwers: 5.000 Scheidsrechter: Jo Boss              | Johan Havermans (pen) 20' Jimmy Calderwood 89'                                |               | 55' (pen) Ron Jans 56' Koko Hoekstra 69' Koko Hoekstra 80' Ron Jans 86' Alex Booy | |
| 32e speelronde | PEC Zwolle                                                                    | 0 - 3 (0 - 2) | FC Utrecht                                                                        | Opstelling PEC Zwolle:                                                                                             |
| 23 mei 1981 Plaats: Zwolle Oosterenkstadion Toeschouwers: 8.000 Scheidsrechter: Henk Weerink                        |                                                                               |               | 18' Carry Steinvoort (e.d.) 21' Willy Carbo 82' Willy Carbo                       | |
| 33e speelronde | Go Ahead Eagles                                                               | 3 - 3 (3 - 2) | PEC Zwolle                                                                        | Opstelling PEC Zwolle:                                                                                             |
| 30 mei 1981 Plaats: Deventer Adelaarshorst Toeschouwers: 4.500 Scheidsrechter: Henk van Ettekoven                   | John Oude Wesselink 14' Cees van Kooten 24' John Oude Wesselink 29'           | IJsselderby   | 30' Ron Jans 40' Rinus Israël 84' Klaas Drost                                     | |
| 34e speelronde | PEC Zwolle                                                                    | 3 - 0 (1 - 0) | Roda JC                                                                           | Opstelling PEC Zwolle:                                                                                             |
| 6 juni 1981 Plaats: Zwolle Oosterenkstadion Toeschouwers: 2.500 Scheidsrechter: Piet Bosman                         | Peter van der Hengst 11' Ron Jans 65' Peter van der Hengst 76'                |               |                                                                                   | |

### KNVB Beker
| 2e ronde | Sparta                                | 2 – 2 n.v. (0 – 0, 1 – 1) PEC Zwolle w.n.s. | PEC Zwolle                                                     | Opstelling PEC Zwolle: |
| 16 november 1980 Plaats: Rotterdam Spartastadion Het Kasteel Toeschouwers: 3.000 Scheidsrechter: Gerard Geurds | René van der Gijp 82' Ruud Geels 104' |                                             | 82' Peter van der Hengst 118' Gerard van Moorst                | Frandsen |
| 3e ronde | FC Wageningen                         | 0 – 3 (0 – 2)                               | PEC Zwolle                                                     | Opstelling PEC Zwolle: |
| 4 februari 1981 Plaats: Wageningen Wageningse Berg Toeschouwers: 3.500 Scheidsrechter: Chris van der Laar      |                                       |                                             | 11' Peter van der Hengst 25' Ron Jans 65' Peter van der Hengst | |
| Kwartfinale | Go Ahead Eagles                       | 1 – 1 (0 – 0)                               | PEC Zwolle                                                     | Opstelling PEC Zwolle: |
| 25 februari 1981 Plaats: Deventer De Adelaarshorst Toeschouwers: 4.500 Scheidsrechter: Niet bekend             | Cees van Kooten 57'                   | IJsselderby                                 | 62' Koko Hoekstra                                              | Raven, Drost, Israël, Van Moorst, Hamming, Booy (Frandsen), Hendriksen, Hoekstra, Van 't Land (Riemens), Van der Hengst, Jans |
| Kwartfinale (Replay)                                                                                           | PEC Zwolle                            | 1 – 2 n.v. (0 – 0, 1 – 1)                   | Go Ahead Eagles                                                | Opstelling PEC Zwolle: |
| 21 maart 1981 Plaats:Zwolle Oosterenkstadion Toeschouwers: 9.000 Scheidsrechter: Henk van Ettekoven            | Ron Jans 64'                          | IJsselderby                                 | 46' Cees van Kooten 112' (pen) Dick Schneider                  | Raven, Drost, Israël (Kamstra), Steinvoort, IJzerman, Hendriksen, Booy, Hoekstra, Van 't Land (Riemens), Van der Hengst, Jans |

## Selectie en technische staf

### Selectie 1980/81
| Nr. |                     | Naam                    | Competitie | Competitie | Beker   | Beker   | Totaal  | Totaal  | Seizoen | Vorige club      | Debuut            |         |         |         |         |         |         |
| Nr. | W                   | Naam                    |            | W          |         | W       |         |         | Seizoen | Vorige club      | Debuut            |         |         |         |         |         |         |
|     |                     | Keepers                 | Keepers    | Keepers    | Keepers | Keepers | Keepers | Keepers | Keepers | Keepers          | Keepers           | Keepers | Keepers | Keepers | Keepers | Keepers | Keepers |
| --- | ------------------- | ----------------------- | ---------- | ---------- | ------- | ------- | ------- | ------- | ------- | ---------------- | ----------------- | ------- | ------- | ------- | ------- | ------- | ------- |
| -   | Vlag van Nederland  | Bert van Geffen         | 15         | 0          | 0       | 0       | 15      | 0       | 4e      | FC Wageningen    | 1977              |         |         |         |         |         |         |
| -   | Vlag van Nederland  | Ad Raven                | 18         | 0          | 0       | 0       | 18      | 0       | 2e      | FC Amsterdam     | 5 april 1980      |         |         |         |         |         |         |
| -   | Vlag van Nederland  | Thijs Aarten            | 2          | 0          | 0       | 0       | 2       | 0       | 1e      | Niet bekend      | 20 september 1980 |         |         |         |         |         |         |
|     |                     | Verdedigers             |            |            |         |         |         |         |         |                  |                   |         |         |         |         |         |         |
| -   | Vlag van Nederland  | Klaas Drost             | 34         | 3          | 0       | 0       | 34      | 3       | 10e     | Jeugd            | 1970              |         |         |         |         |         |         |
| -   | Vlag van Nederland  | Grads Fühler            | 7          | 0          | 0       | 0       | 7       | 0       | 1e      | Jeugd            | 29 november 1980  |         |         |         |         |         |         |
| -   | Vlag van Nederland  | René IJzerman           | 18         | 0          | 0       | 0       | 18      | 0       | 9e      | Jeugd            | 1972              |         |         |         |         |         |         |
| -   | Vlag van Nederland  | Rinus Israël            | 28         | 1          | 0       | 0       | 28      | 1       | 6e      | Excelsior        | 1975              |         |         |         |         |         |         |
| -   | Vlag van Nederland  | Carry Steinvoort        | 29         | 0          | 0       | 0       | 29      | 0       | 4e      | De Graafschap    | 1977              |         |         |         |         |         |         |
| -   | Vlag van Nederland  | John van den Wildenberg | 3          | 0          | 0       | 0       | 3       | 0       | 2e      | Niet bekend      | 19 augustus 1979  |         |         |         |         |         |         |
|     |                     | Middenvelders           |            |            |         |         |         |         |         |                  |                   |         |         |         |         |         |         |
| -   | Vlag van Nederland  | Alex Booy               | 29         | 1          | 0       | 0       | 29      | 1       | 2e      | Hattem           | 20 februari 1980  |         |         |         |         |         |         |
| -   | Vlag van Denemarken | John Frandsen           | 17         | 2          | 0       | 0       | 17      | 2       | 3e      | FC Wageningen    | 1978              |         |         |         |         |         |         |
| -   | Vlag van Nederland  | Ype Hamming             | 20         | 1          | 0       | 0       | 20      | 1       | 6e      | Niet bekend      | 1978              |         |         |         |         |         |         |
| -   | Vlag van Nederland  | Jan Hendriksen          | 24         | 1          | 0       | 0       | 24      | 1       | 5e      | Niet bekend      | 1976              |         |         |         |         |         |         |
| -   | Vlag van Nederland  | Tjeerd van 't Land      | 24         | 2          | 0       | 0       | 24      | 2       | 6e      | Seattle Sounders | 1978              |         |         |         |         |         |         |
| -   | Vlag van Nederland  | Gerard van Moorst       | 23         | 1          | 0       | 1       | 23      | 2       | 3e      | Niet bekend      | 1978              |         |         |         |         |         |         |
| -   | Vlag van Nederland  | Gerrit Visscher         | 10         | 0          | 0       | 0       | 10      | 0       | 1e      | ESC              | 20 september 1980 |         |         |         |         |         |         |
|     |                     | Aanvallers              |            |            |         |         |         |         |         |                  |                   |         |         |         |         |         |         |
| -   | Vlag van Nederland  | Ron Jans                | 33         | 11         | 0       | 2       | 33      | 13      | 5e      | Jeugd            | 1976              |         |         |         |         |         |         |
| -   | Vlag van Nederland  | Peter van der Hengst    | 34         | 13         | 0       | 3       | 34      | 16      | 2e      | Ajax             | 3 november 1979   |         |         |         |         |         |         |
| -   | Vlag van Nederland  | Uiltje (Koko) Hoekstra  | 30         | 4          | 0       | 1       | 30      | 5       | 1e      | FC Groningen     | 1976              |         |         |         |         |         |         |
| -   | Vlag van Nederland  | Chris Riemens           | 31         | 1          | 0       | 0       | 31      | 1       | 1e      | Roda JC          | 24 augustus 1980  |         |         |         |         |         |         |
| Nr. |                     | Naam                    | W          |            | W       |         | W       |         | Seizoen | Vorige club      | Debuut            |         |         |         |         |         |         |
| Nr. | Competitie          | Competitie              | Beker      | Beker      | Totaal  | Totaal  |         |         | Seizoen | Vorige club      | Debuut            |         |         |         |         |         |         |

### Technische staf
| Naam          | Functie      |
| ------------- | ------------ |
| Fritz Korbach | Hoofdtrainer |

## Statistieken PEC Zwolle 1980/1981

### Eindstand PEC Zwolle in de Nederlandse Eredivisie 1980 / 1981
| Stand | Gespeeld | Gewonnen | Gelijk | Verloren | Punten | Doelpunten voor | Doelpunten tegen | Gele kaarten | Rode kaarten |
| ----- | -------- | -------- | ------ | -------- | ------ | --------------- | ---------------- | ------------ | ------------ |
| 9e    | 34       | 10       | 10     | 14       | 30     | 42              | 49               | -            | -            |

### Topscorers
| #              | Naam                     | Goal |
| -------------- | ------------------------ | ---- |
| 1.             | Peter van der Hengst     | 13   |
| 2.             | Ron Jans                 | 11   |
| 3.             | Koko Hoekstra            | 4    |
| 4.             | Klaas Drost              | 3    |
| 5.             | John Frandsen            | 2    |
| 5.             | Tjeerd van 't Land       | 2    |
| 7.             | Alex Booy                | 1    |
| 7.             | Ype Hamming              | 1    |
| 7.             | Jan Hendriksen           | 1    |
| 7.             | Rinus Israël             | 1    |
| 7.             | Gerard van Moorst        | 1    |
| 7.             | Chris Riemens            | 1    |
| Eigen doelpunt |                          |      |
| 1.             | Rob Ouwehand (Excelsior) | 1    |
| Totaal         | Totaal                   | 42   |

| #      | Naam                 | Goal |
| ------ | -------------------- | ---- |
| 1.     | Peter van der Hengst | 3    |
| 2.     | Ron Jans             | 2    |
| 3.     | Koko Hoekstra        | 1    |
| 3.     | Gerard van Moorst    | 1    |
| Totaal | Totaal               | 7    |

### Punten per speelronde
| Speelronde | 1 | 2 | 3 | 4 | 5 | 6 | 7 | 8 | 9 | 10 | 11 | 12 | 13 | 14 | 15 | 16 | 17 | 18 | 19 | 20 | 21 | 22 | 23 | 24 | 25 | 26 | 27 | 28 | 29 | 30 | 31 | 32 | 33 | 34 |
| ---------- | - | - | - | - | - | - | - | - | - | -- | -- | -- | -- | -- | -- | -- | -- | -- | -- | -- | -- | -- | -- | -- | -- | -- | -- | -- | -- | -- | -- | -- | -- | -- |
| Punten     | 1 | 1 | 1 | 1 | 1 | 2 | 0 | 0 | 0 | 2  | 0  | 0  | 1  | 2  | 2  | 0  | 0  | 2  | 1  | 2  | 1  | 0  | 2  | 0  | 2  | 0  | 0  | 0  | 0  | 1  | 2  | 0  | 1  | 2  |

### Punten na speelronde
| Speelronde | 1 | 2 | 3 | 4 | 5 | 6 | 7 | 8 | 9 | 10 | 11 | 12 | 13 | 14 | 15 | 16 | 17 | 18 | 19 | 20 | 21 | 22 | 23 | 24 | 25 | 26 | 27 | 28 | 29 | 30 | 31 | 32 | 33 | 34 |
| ---------- | - | - | - | - | - | - | - | - | - | -- | -- | -- | -- | -- | -- | -- | -- | -- | -- | -- | -- | -- | -- | -- | -- | -- | -- | -- | -- | -- | -- | -- | -- | -- |
| Punten     | 1 | 2 | 3 | 4 | 5 | 7 | 7 | 7 | 7 | 9  | 9  | 9  | 10 | 12 | 14 | 14 | 14 | 16 | 17 | 19 | 20 | 20 | 22 | 22 | 24 | 24 | 24 | 24 | 24 | 25 | 27 | 27 | 28 | 30 |

### Stand na speelronde
| Speelronde | 1   | 2  | 3  | 4   | 5  | 6  | 7   | 8   | 9   | 10  | 11  | 12  | 13  | 14  | 15  | 16  | 17  | 18  | 19  | 20 | 21 | 22  | 23 | 24 | 25 | 26 | 27  | 28  | 29  | 30  | 31  | 32  | 33  | 34 |
| ---------- | --- | -- | -- | --- | -- | -- | --- | --- | --- | --- | --- | --- | --- | --- | --- | --- | --- | --- | --- | -- | -- | --- | -- | -- | -- | -- | --- | --- | --- | --- | --- | --- | --- | -- |
| Stand      | 10e | 9e | 9e | 10e | 8e | 6e | 10e | 12e | 13e | 11e | 12e | 13e | 13e | 11e | 10e | 11e | 12e | 10e | 10e | 9e | 9e | 10e | 8e | 8e | 8e | 8e | 10e | 10e | 12e | 10e | 10e | 11e | 10e | 9e |

### Doelpunten per speelronde
| Speelronde | 1 | 2 | 3 | 4 | 5 | 6 | 7 | 8 | 9 | 10 | 11 | 12 | 13 | 14 | 15 | 16 | 17 | 18 | 19 | 20 | 21 | 22 | 23 | 24 | 25 | 26 | 27 | 28 | 29 | 30 | 31 | 32 | 33 | 34 | Totaal |
| ---------- | - | - | - | - | - | - | - | - | - | -- | -- | -- | -- | -- | -- | -- | -- | -- | -- | -- | -- | -- | -- | -- | -- | -- | -- | -- | -- | -- | -- | -- | -- | -- | ------ |
| Doelpunten | 0 | 0 | 0 | 3 | 0 | 3 | 0 | 1 | 0 | 2  | 1  | 1  | 0  | 3  | 2  | 0  | 0  | 1  | 0  | 1  | 1  | 2  | 4  | 0  | 3  | 0  | 1  | 0  | 0  | 2  | 5  | 0  | 3  | 3  | 42     |